# 't Koekoeksnest
 't Koekoeksnest was een Vlaams hoorspel. Het werd van 1 januari 1990 tot en met 31 december 1997 op Radio 2 uitgezonden.  't Koekoeksnest  behaalde regelmatig 1.000.000 luisteraars. Het was een van de laatste hoorspelen die op de Vlaamse openbare radio-omroep werden uitgezonden.

## Concept
Het programma was een sitcom die zich afspeelde in hotel-restaurant 't Koekoeksnest. Centraal stonden Albert Leenders (Ugo Prinsen) en Maria Leenders-Baeten (Emmy Leemans), de eigenaars van het restaurant. Hun zoon, Freddie (Robin David) werkt ook in het restaurant, maar houdt zich meer bezig met zijn muziekoptredens. Dochter Sylvia (Sofie Laenen) had een relatie met Tim Denyn (Stijn Dewitte), zoon van de concurrerende hoteleigenaar, Roger Denyn (Anton Cogen). Denyn baatte hotel-restaurant De Lekkerbek uit, dat zich niet ver van 't Koekoeksnest bevond.
Elke weekdag, van 11.50 tot 12 uur, werd er een nieuwe 10 minuten durende aflevering uitgezonden. De serie liep parallel met de actualiteit. Zo werd het Wereldkampioenschap voetbal 1990 bijvoorbeeld mee in de serie geschreven.
Volgens de serie bevond 't Koekoeksnest zich op de Rodeberg in Westouter. Ter gelegenheid van de 2000ste aflevering vonden de opnames eenmalig daadwerkelijk daar plaats.

## Cast
- Ugo Prinsen: Albert Leenders, eigenaar van het restaurant 't Koekoeksnest
- Emmy Leemans: Maria Leenders-Baeten, zijn vrouw
- Robin David: Freddie Leenders, hun zoon
- Sara Vertongen, later vervangen door Sofie Laenen: Sylvia Leenders, hun dochter
- Jacky Morel: Julien Descamps, de vorige eigenaar van 't Koekoeksnest
- Marleen Maes: Veronique Windels, de meid
- Bert Champagne: Karel Olaerts, het hulpje
- Magali Uytterhaegen: Janine Goudblomme, de kokkin
- Anton Cogen: Roger Deneyn, eigenaar van De Lekkerbek.
- Stijn Dewitte: Tim Denyn, Rogers zoon.
- Suzanne Juchtmans: Jenny Lemaire, Rogers vriendin
- Maarten Verbeuren: Eric Vervloet
- Walter De Groote: Torino de kok
- Leen Persijn: Céline de meid
- Sylvie Opsommer: Pauline, dochter van Roger.
- Henk Vermeulen: Henk, vriend van Eric.
- Jo De Meyere: Fons Geiregat, krantenverkoper
- Jenny Tanghe: Mariette, vrouw van Fons
- Will Ferdy: Mieke Tullekens: krantenjongen
- Oswald Versyp: cultureel organisator
- Machteld Ramoudt: Henriette
- Lea Couzin: Charlotte
- Jaak Van Assche: vader van Albert Leenders
- Lionel Demeyer: dorpsdokter
- Kurt Defrancq: Little Joe
- Marc Lauwrys: Pat Boon

## Colofon
- Dramaturgie: Michel De Sutter
- Regie: Gie Laenen
- Scenario: Freek Neirynck, Gie Laenen, Marc Peters, Guy Bernaert, Frank Van Laecke, Michel De Sutter
- Geluidsregie: Jan Van Driessche
- Productie-assistentie: Marinelle De Winne
- Titelmuziek: Jan D'Hoine